# Chile Vamos

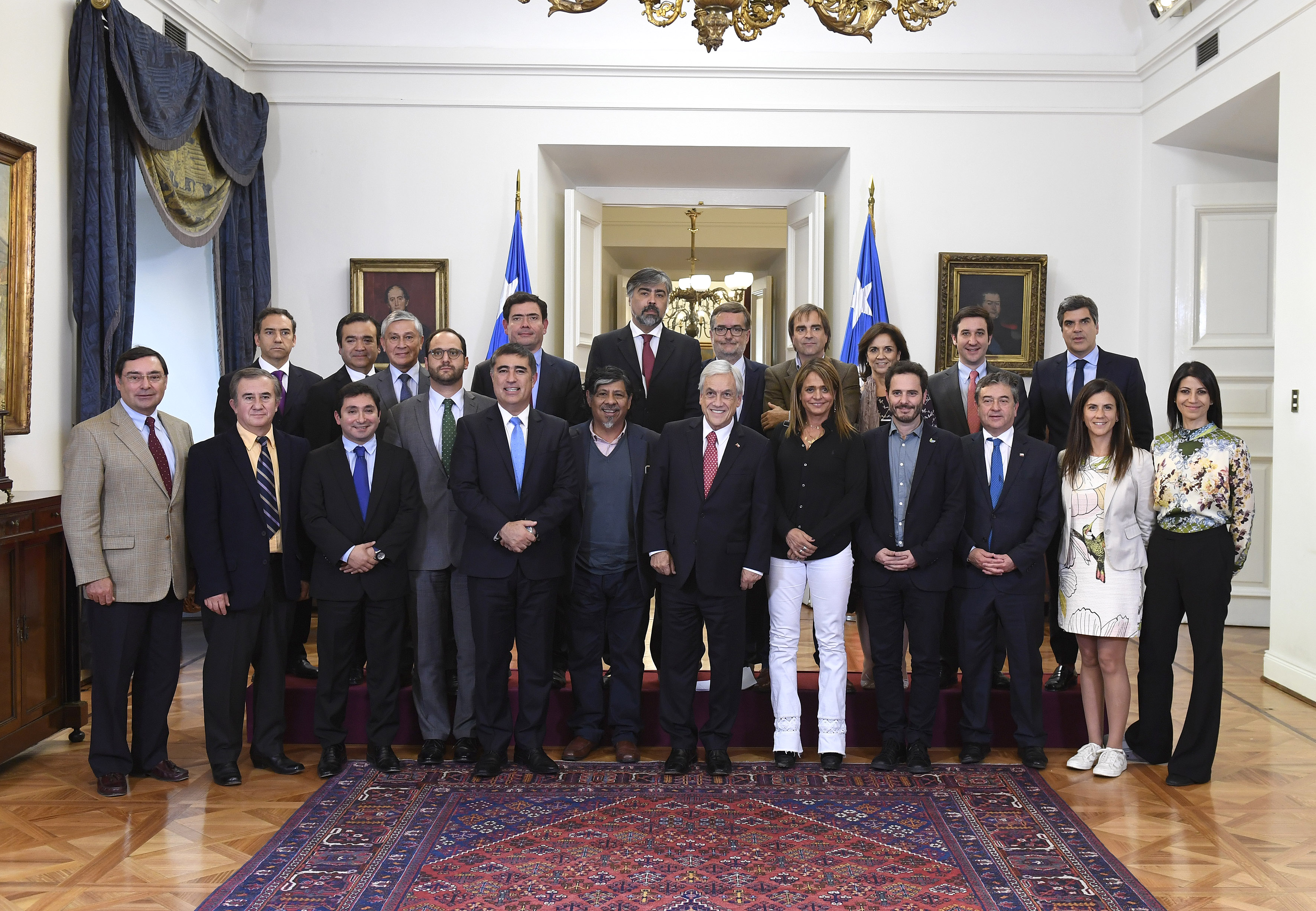
Le président de la République chilienne, Sebastián Piñera, en compagnie des dirigeants de Chile Vamos en mai 2018.

Chile Vamos (abrégé en ChV) est une alliance politique chilienne de centre-droit à droite fondée le 29 janvier 2015 et dirigée par Sebastián Piñera. 
Ce dernier est élu président le 17 décembre 2017 en battant le candidat indépendant Alejandro Guillier. La coalition dispose depuis les élections parlementaires de 2017 du plus grand groupe à la Chambre des députés et au Sénat.

## Histoire
Une nouvelle alliance intitulée En avant pour le Chili (Vamos por Chile) est formée entre Chile Vamos et le Parti Républicain pour les élections constituantes chiliennes de 2021. Cette alliance se donne comme objectif d'obtenir plus d'un tiers des sièges de l'Assemblée constituante, seuil nécessaire pour pouvoir mettre son veto aux propositions des autres groupes. Néanmoins, l'alliance n'obtient que 20% des voix et 37 sièges sur 155, insuffisant pour pouvoir bloquer les propositions de la Convention.

## Résultats

### Élections présidentielles
| Année | Candidat         | Premier tour | Premier tour | Deuxième tour | Deuxième tour | Résultat |
| Année | Candidat         | Voix         | %            | Voix          | %             | Résultat |
| ----- | ---------------- | ------------ | ------------ | ------------- | ------------- | -------- |
| 2017  | Sebastián Piñera | 2 418 540    | 36,64        | 3 796 918     | 54,57         | Élu      |
| 2021  | Sebastián Sichel | 898 331      | 12,78        |               |               |          |

### Élections parlementaires
| Année | Voix      | %       | Rang | Députés  | +/- | Sénateurs | +/- |
| ----- | --------- | ------- | ---- | -------- | --- | --------- | --- |
| 2017  | 2 318 719 | 38,66 % | 1er  | 72 / 155 | 23  | 12 / 23   | 3   |

### Élections constituantes
| Année | Voix      | %       | Rang | Sièges   | +/-           |
| ----- | --------- | ------- | ---- | -------- | ------------- |
| 2021  | 1 173 198 | 20,56 % | 1er  | 37 / 155 | Stable        |
| 2023  | 2 063 892 | 20,43 % | 3e   | 11 / 51  | en diminution |

### Élections gouvernorales
| Année | Premier tour | Premier tour | Deuxième tour | Deuxième tour | Gouverneurs |
| Année | Voix         | %            | Voix          | %             | Gouverneurs |
| ----- | ------------ | ------------ | ------------- | ------------- | ----------- |
| 2021  | 1 177 571    | 19,40 %      | 340 213       | 13,48 %       | 1 / 16      |

### Élections régionales
| Année | Voix      | %       | Rang | Sièges    | +/-    |
| ----- | --------- | ------- | ---- | --------- | ------ |
| 2017  | 2 410 139 | 41,43 % | 1er  | 133 / 278 | Stable |

### Élections municipales
| Année | Maires    | Maires  | Maires    | Conseillers municipaux | Conseillers municipaux | Conseillers municipaux |
| Année | Voix      | %       | Élus      | Voix                   | %                      | Élus                   |
| ----- | --------- | ------- | --------- | ---------------------- | ---------------------- | ---------------------- |
| 2016  | 1 827 815 | 38,45 % | 145 / 345 | 1 794 792              | 39,49 %                | 916 / 2240             |
| 2021  | 1 650 551 | 26,01 % | 87 / 345  | 1 828 214              | 30,02 %                | 772 / 2240             |